# Han Hakcsa
Han Hakcsa (hangul: 한학자, RR: Han Hak-Ja), szerzőként Hak Ja Han Moon (1943. február 10.Gergely-naptár /január 6.holdnaptár – ) koreai vallási vezető. 1960 áprilisában, 17 éves korában házasodott össze Mun Szonmjonggal, 14 gyermeke született, és több mint 30 unokája van. Férje, Mun Szonmjong 2012-es elhunyta után az Egyesítő mozgalom vezetője. 1992-ben megalapította a Nők Világbéke Szövetségét, majd annak szervezésében tartott beszédeket világszerte, köztük Budapesten is.
A japán megszállás alatt lévő Koreában, a jelenlegi Észak-Korea területén született, erősen vallásos családban. Nagyanyja és édesanyja különböző messiásváró keresztény közösségek aktív tagjaként vallásosan nevelték, majd gyermekkorában csatlakoztak Mun Egyesítő Egyházához. Han egészségügyi középiskolát végzett, a koreai mellett japánul és angolul beszél.
Az Egyesítő Egyház tagjainak hite szerint Han és Mun esküvője "szent házassági áldás" volt, amelyet Jézusnak kellett volna megvalósítania mint a Jelenések Könyvében prófétált Bárány Menyegzőjét, és ezért ünnepnapként tekintenek az "Igaz Szülők Napjának" hívott házassági évfordulóra. Han és Mun családja, amire a tagok "Igaz Családként" hivatkoznak, hitük szerint a "Beteljesedett Szövetség Korának" kezdetét jelzi. Az Egyesítő Egyház tagjai szerint Han és Mun együtt a megváltó, az emberiség "Igaz Szülei", és a tagok "Igaz Atyaként" és "Igaz Anyaként" hivatkoznak rájuk. A koreai hagyományokat az egész világon átvéve a tagok meghajlással fejezik ki tiszteletüket Han és Mun, távollétükben pedig fényképük felé.
Mun 1992-ben emelte magával egyenlő szintre Hant, 1993-ban pedig örökösének nevezte. Elhunyta után Han vette át az egyház vezetését, és kinyilvánította, hogy – amint Jézus, majd később Mun Szonmjong is Messiásként, "Isten Egyszülött Fiaként" jött a Földre -, ő "Isten Egyszülött Lánya". 2018-ban és 2019-ben világkörüli beszédkörúton vett részt az egyházához kapcsolódó civil szervezetek szervezésében, "A béke velem kezdődik", majd "A béke mennyei világának megvalósulásába vetett remény nagygyűlése"  ("A remény nagygyűlése") címmel, melyeken a "Béke Anyjaként" hivatkoznak rá.

## Magyarországon

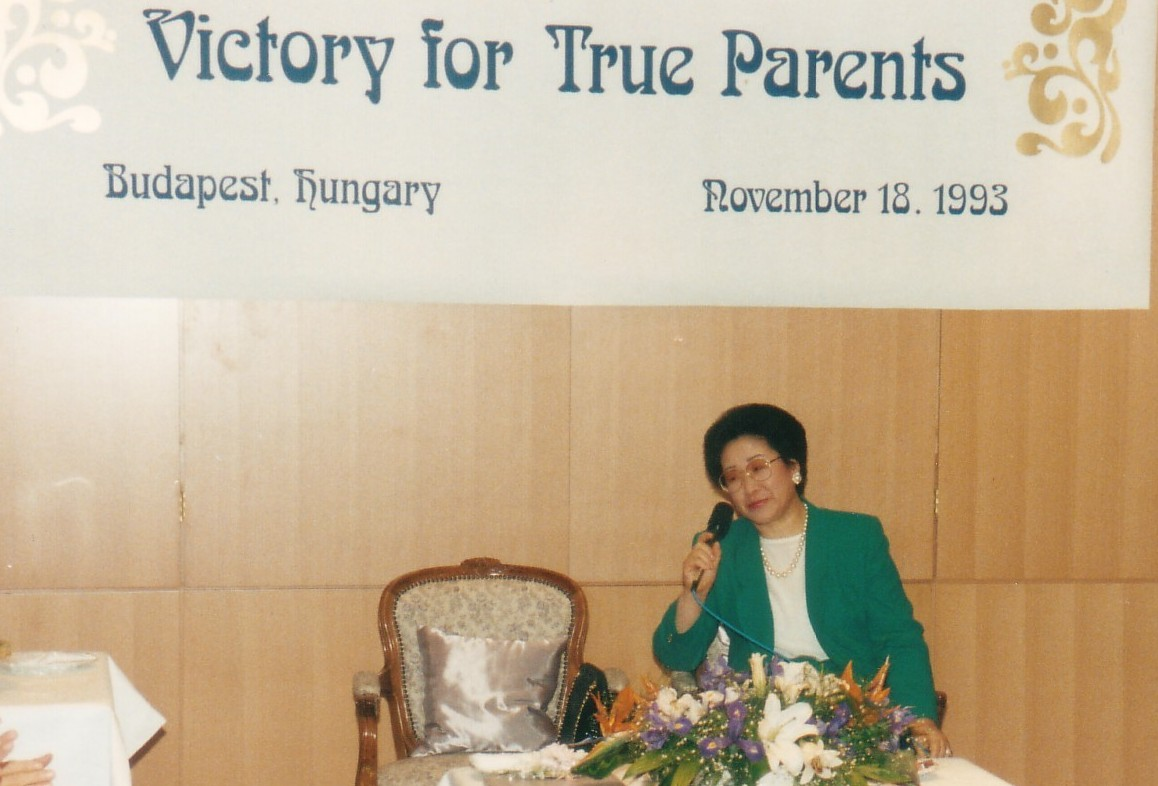
Han Hakcsa Budapesten, 1993. november 18-án

Négyszer járt Magyarországon. Először 1993 novemberében tartott nyilvános beszédet, majd kétszer férjét, Mun Szonmjongot kísérte, aki 1995-ben illetve 2005-ben beszélt Budapesten. 
2006. július 5-én a pesti Corinthia Grand Hotel Royalban mondott beszédet „Isten eszményi családja és a béke királysága” címmel.

### Magyarul megjelent művei
- Sun Myung Moon: Isten eszményi családja: a békés, eszményi világ királysága / Hak Ja Han Moon: Isten eszményi családja, nemzete és a béke királysága / Sun Myung Moon: Igaz birtokosok a béke és az egység királyságának megteremtésében a mennyben és a Földön; Békeház, Bp., 2006
- A béke anyja. És Isten letöröl szemükről minden könnyet. Hak Ja Han Moon emlékiratai; ford. Novák Petra; Egyesítő Közösség, Bp., 2021

## Gyermekei
- Mun Jedzsin (hangul: 문예진, RR: Moon Ye Jin?) (1961. január 27. – )
- Mun Hjodzsin (hangul: 문효진, RR: Moon Hyo Jin?) (1962. december 29. – 2008.)
- Mun Indzsin (hangul: 문인진, RR: Moon In Jin?) (1965. augusztus 14. – )
- Mun Hungdzsin (hangul: 문흥진, RR: Moon Heung Jin?) (1966. december 4. – 1984. január 2.)
- Mun Undzsin (hangul: 문은진, RR: Moon Un Jin?) (1967. december 14. – )
- Mun Hjondzsin (hangul: 문현진, RR: Moon Hyun Jin?) (1969. május 25. – ), Amerikában Hyun Jin "Preston" Moon
- Mun Kukdzsin (hangul: 문국진, RR: Moon Kook Jin?) (1970. július 17. – ), Amerikában Kook Jin "Justin" Moon
- Mun Gvondzsin (hangul: 문권진, RR: Moon Kwon Jin?) (1975. március 2. – )
- Mun Szondzsin (hangul: 문선진, RR: Moon Sun Jin?) (1976. július 11. – )
- Mun Jongdzsin (hangul: 문영진, RR: Moon Young Jin?) (1978. június 22. – 1999.)
- Mun Hjongdzsin (hangul: 문형진, RR: Moon Hyung Jin?) (1979. szeptember 26. – ), Amerikában Hyung Jin "Sean" Moon
- Mun Jondzsin (hangul: 문연진, RR: Moon Yeon Jin?) (1981. február 7. – )
- Mun Csongdzsin (hangul: 문정진, RR: Moon Jeung Jin?) (1982. június 14. – )